# رون هوكينز
رون هوكينز هو مغني وكاتب أغاني كندي، ولد في 1965.

## وصلات خارجية
- رون هوكينز على موقع ميوزك برينز (الإنجليزية)
- رون هوكينز على موقع أول ميوزيك (الإنجليزية)
- رون هوكينز على موقع ديسكوغز (الإنجليزية)
- رون هوكينز على موقع ديسكوغز (الإنجليزية)